# Мађарска на Летњим олимпијским играма 1900.
Мађарска је учествовала на Летњим олимпијским играма одржаним 1900. године у Паризу, Француска. Тадашњи резултати Аустрије и Мађарске су држани одвојено иако су те две нације биле у заједничкој Аустроугарској држави.
Из Мађарске је на овим олимпијским играма учествовало укупно седамнаест такмичара у шест различитих спортова. Ових седамнаест такмичара је учествовало, у 6 спортова, 33 различите дисциплине и освојили су једну златну, две сребрне и две бронзане медаље.

## Освајачи медаља
Мађарска је завршила у укупном скору као десета нација по броју медаља са једном златном од укупно пет освојених медаља.

### Злато
- Рудолф Бауер - Атлетика, бацање диска

### Сребро
- Золтан Халмаи - Пливање, 200 м слободни стил, мушки
- Золтан Халмаи - Пливање, 4000 м слободни стил, мушки

### Бронза
- Лајош Генци - Атлетика, скок у вис
- Золтан Халмаи - Пливање, 4000 м слободни стил, мушки

## Резултати по дисциплинама

### Атлетика
Мађарски спортисти су у атлетским дисциплинама освојили једну златну и једну бронзану медаљу. На атлетским такмичењима учествовало је девет мађарских такмичара у 13 различитих дисциплина.
| Дисциплина  | Позиција | Атлетичар    | Кв. Група             | Полуфинале           | Репасаж              | Финале               |
| ----------- | -------- | ------------ | --------------------- | -------------------- | -------------------- | -------------------- |
|             |          |              |                       |                      |                      |                      |
| 60          | —        | Пал Копан    | Непознато АЦ, група 2 | Није одржано         | Није одржано         | Није се квалификовао |
| 60          | —        | Ерне Шуберт  | Непознато АЦ, група 2 | Није одржано         | Није одржано         | Није се квалификовао |
|             |          |              |                       |                      |                      |                      |
| 100 m       | —        | Пал Копан    | Непознато 3, група 2  | Није се квалификовао | Није се квалификовао | Није се квалификовао |
| 100 m       | —        | Ерне Шуберт  | Непознато 3, група 5  | Није се квалификовао | Није се квалификовао | Није се квалификовао |
|             |          |              |                       |                      |                      |                      |
| 200 m       | —        | Ерне Шуберт  | Непознато 4, група 1  | Није одржано         | Није одржано         | Није се квалификовао |
|             |          |              |                       |                      |                      |                      |
| 400 m       | —        | Пал Копан    | Непознато 4, група 2  | Није одржано         | Није одржано         | Није се квалификовао |
| 400 m       | —        | Золтан Шпедл | Непознато АЦ, група 3 | Није одржано         | Није одржано         | Није се квалификовао |
|             |          |              |                       |                      |                      |                      |
| 800 m       | 5        | Золтан Шпедл | Непознато 2, група 2  | Није одржано         | Није одржано         | Непознато            |
|             |          |              |                       |                      |                      |                      |
| 200 препоне | —        | Золтан Шпедл | Непознато 6, група 2  | Није одржано         | Није одржано         | Није се квалификовао |
|             |          |              |                       |                      |                      |                      |

| Дисциплина         | Позиција | Атлетичар    | Квалификације | Финале                      |
| ------------------ | -------- | ------------ | ------------- | --------------------------- |
|                    |          |              |               |                             |
| Скок удаљ          | 9        | Ерне Шуберт  | 6.050 m 9     | Није се квалификовао        |
| Скок удаљ          | 10       | Ђула Штраус  | 6.010 m 10    | Није се квалификовао        |
|                    |          |              |               |                             |
| Троскок            | 7-13     | Пал Копан    | Није одржано  | Непознато                   |
|                    |          |              |               |                             |
| Скок увис          | 3        | Лајош Генци  | Није одржано  | 1.75 m                      |
|                    |          |              |               |                             |
| Скок са мотком     | 4        | Јакаб Каушер | Није одржано  | 3.10 m                      |
|                    |          |              |               |                             |
| Троскок без залета | 5-10     | Пал Копан    | Није одржано  | Непознато                   |
|                    |          |              |               |                             |
| Бацање кугле       | 4        | Реже Кретије | 11.58 m 4     | 12.07 m                     |
| Бацање кугле       | 7        | Артур Кораи  | 11.13 m 7     | Није се квалификовао        |
|                    |          |              |               |                             |
| Бацање диска       | 1        | Рудолф Бауер | 36.04 m 1     | Најбољи забележени резултат |
| Бацање диска       | 5        | Реже Кретије | 33.65 m 5     | Најбољи забележени резултат |
| Бацање диска       | 11       | Артур Кораи  | 31.00 m 11    | Није се квалификовао        |
| Бацање диска       | 14       | Ђула Штраус  | 29.80 m 14    | Није се квалификовао        |
|                    |          |              |               |                             |

### Мачевање
Мађарска је на овим Олимпијским играма први пут учествовала у мачевалачким дисциплинама. Мађарска је послала седам такмичара.
| Дисциплина | Позиција | Такмичар                             | Прва рунда                                      | Четвртфинале         | Репасаж              | Полуфинале           | Финале               |
| ---------- | -------- | ------------------------------------ | ----------------------------------------------- | -------------------- | -------------------- | -------------------- | -------------------- |
|            |          |                                      |                                                 |                      |                      |                      |                      |
| Сабља      | 4        | Амон Ритер фон Грегурич              | 1-4 прошао групу                                | Није одржано         | Није одржано         | 1 у Б полуфиналу     | 4 4-3                |
| Сабља      | 5        | Ђула Ивањи                           | 1-4 група                                       | Није одржано         | Није одржано         | 1 у А полуфиналу     | 5 3-4                |
| Сабља      | 9-16     | Хуго Хох                             | 1-4 група                                       | Није одржано         | Није одржано         | 5-8 у Б полуфиналу   | Није се квалификовао |
| Сабља      | 9-16     | Миклош Тодореску                     | 5 у квалификацијама Квалификовао се као резерва | Није одржано         | Није одржано         | 5-8 у Б полуфиналу   | Није се квалификовао |
|            |          |                                      |                                                 |                      |                      |                      |                      |
| Флорет     | 44-60    | Мартон Ендреди                       | Није се квалификовао по одлуци судија           | Није се квалификовао | Није се квалификовао | Није се квалификовао | Није се квалификовао |
|            |          |                                      |                                                 |                      |                      |                      |                      |
| Мач        | 19-54    | Мартон Ендреди                       | 3-6 група Ф                                     | Није одржано         | Није одржано         | Није се квалификовао | Није се квалификовао |
| Мач        | 19-54    | Имена 2 друга такмичара су непозната | 3-6 групе Г, Х, или И                           | Није одржано         | Није одржано         | Није се квалификовао | Није се квалификовао |
|            |          |                                      |                                                 |                      |                      |                      |                      |

### Гимнастика
Ова Олимпијада је била друго учешће Ђуле Какаша а Мађарска није освојила ни једну медаљу. Поени су скупљани по справама и свака справа је омогућавала максимум од 20 поена. Такмичар који је скупио највише поена са различитих справа је био проглашаван Олимпијским победником. 
| Дисциплина            | Позиција | Гимнастичар | Скор                   |
| --------------------- | -------- | ----------- | ---------------------- |
|                       |          |             |                        |
| Такмичење по справама | 88       | Ђула Какаш  | 211                    |
| Такмичење по справама | —        | Ђула Катона | Није завршио такмичење |
|                       |          |             |                        |

### Пливање
Мађарска је наставила са успешним учешћем у пливању на Олимпијским играма. После две освојене медаље на прошлим Олимпијским играма, Мађарска је на овим освојила још две сребрне и једну бронзану медаљу.
| Дисциплина       | Позиција | Пливач        | Полуфинале               | Финале    |
| ---------------- | -------- | ------------- | ------------------------ | --------- |
|                  |          |               |                          |           |
| 200 m слободно   | 2        | Золтан Халмаи | 2:38.0 1, друга група    | 2:31.4    |
|                  |          |               |                          |           |
| 1.000 m слободно | 3        | Золтан Халмаи | 14:52.0 1, трећа група   | 15:16.4   |
|                  |          |               |                          |           |
| 4.000 m слободно | 2        | Золтан Халмаи | 1:11:33.4 1, друга група | 1:08:55.4 |
|                  |          |               |                          |           |